# Evangelische Kirche (Ehlen)

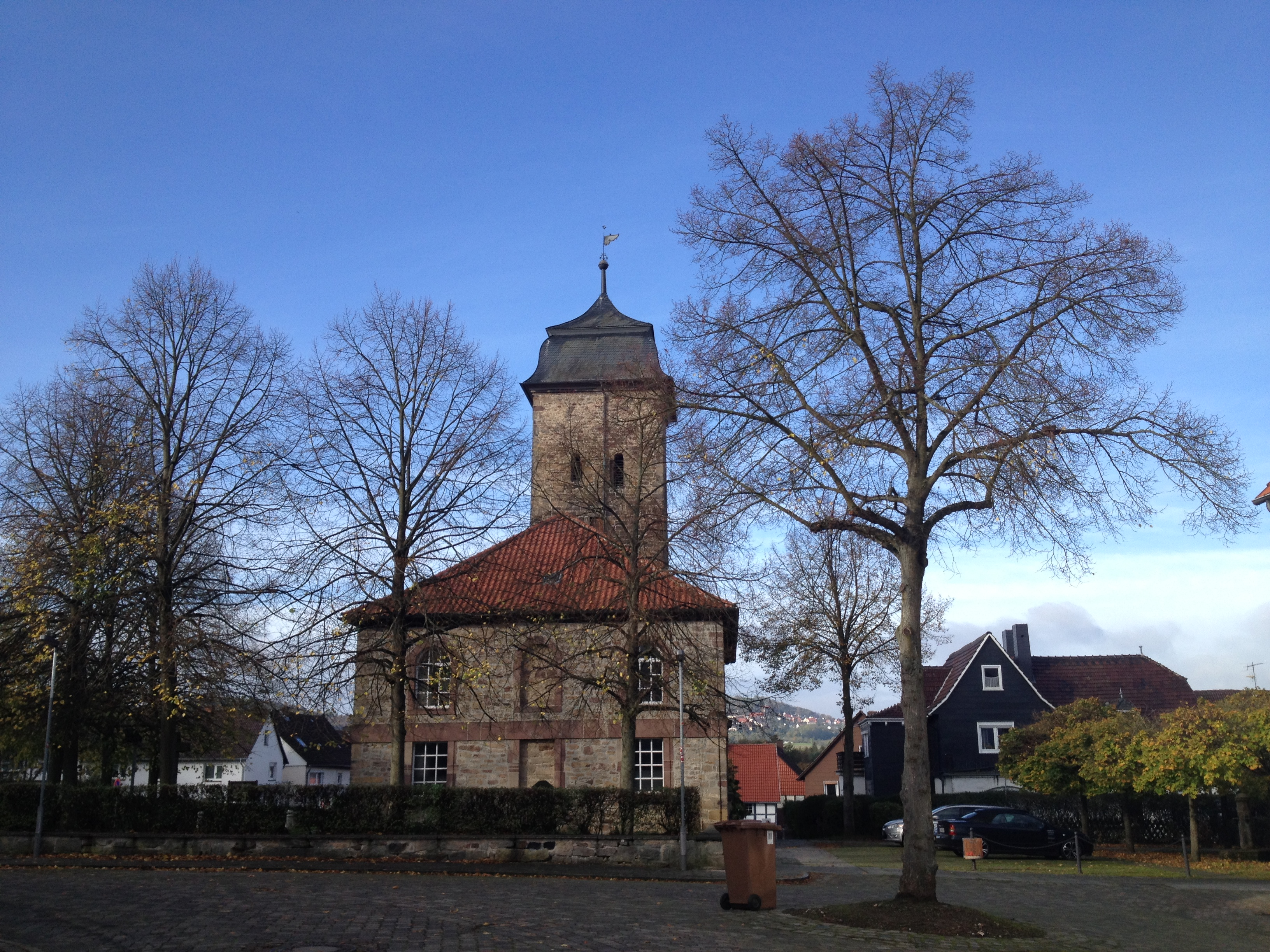
Evangelische Kirche Ehlen

Die Evangelische Kirche Ehlen ist ein denkmalgeschütztes Kirchengebäude, das in Ehlen steht, einem Ortsteil der Gemeinde Habichtswald im Landkreis Kassel (Hessen). Die Kirchengemeinde gehört zum Kirchenkreis Hofgeismar-Wolfhagen im Sprengel Kassel der Evangelischen Kirche von Kurhessen-Waldeck.

## Beschreibung
Die klassizistische Saalkirche wurde 1817/18 erbaut. Der Kirchturm im Westen aus dem 12. Jahrhundert gehörte ursprünglich zu einer Wehrkirche. Hinter seinen als Biforien gestalteten Klangarkaden befindet sich der Glockenstuhl, in dem drei Kirchenglocken hängen. Die barocke Haube des Turms hat einen gebrochenen Umriss. Das Kirchenschiff hat je fünf Achsen der Fenster in zwei Zonen. In der Süd- und Nordwand befindet sich in der Mitte je ein Portal.  
Der Innenraum hat dreiseitig umlaufende Emporen. An der Ostwand steht die Kanzel. In die Kirchenbänke von 1652 und 1653 sind Bibelsprüche eingeschnitzt. Die Orgel wurde 1832 von Georg Wilhelm gebaut.